# Kósa János (püspök)
Várfalvi Kósa János (Várfalva, ? – Kolozsvár, 1601. január 3.) unitárius lelkész, erdélyi magyar unitárius püspök 1597-től haláláig, székkapitány.

## Élete
Idősebb Kósa János, Aranyosszék néhai főtisztjének fia. Kolozsváron, majd külföldön tanult. Hazatérve Tordán, Torockón és máshol szolgálta egyházát. Enyedi György püspök halála után a kolozsvári főpap, Erazmus János összehívatta az egyházi tanácsot 1597. december 14-ére Kolozsvárra, ahol Kósát, aki ekkor a kolozsvári egyház harmadik lelkésze volt, püspöknek választották.
Egyházi gyűlést tartott Tordán 1598. június 14-én, melyen az esperesi díjat 12 mf-ban állapították meg, és a papoknak és tanítóknak hivatalukból való felfüggesztése a püspök hatalmában hagyatott; ismét Tordán tartott gyűlést 1599. június 7-én.

## Művei
- Az Idvességnek Fundamentumáról, rövid kérdezkedés a Sz. Irás szerint, a Küsdedeknek Tudományában és az Urnak szolgálattyában és félelmében való nevelésére. Kolosvárban nyomtattatott Heltai Gáspár műhellyében. Év n. (Kis Katechesis)
- Catechesis, az idvessegnek fundamentomarol; rövid kerdesekre szent Iras szerint valo feleletek. Mely az Urnak tudományara, szolgalattyara felelmere es örök életre ügyekezöknek első ut. (Középső Katechesis. Nem önállóan, hanem az Aytatos Isteni Dicziretek toldaléka gyanánt és azzal együtt jelent meg Kolozsvárt 1623. Egyetlen példánya a székely-keresztúri unitárius gymn. könyvtárában. Újabb kiadásai: Kolozsvár, 1654, 1700 és év n. a XVII. században, 1803.)
- A sok egymással ellenkező értelmek között mint kell az együgyü embernek felkeresni az igasságot. Uo., 1636